# Козловски, Деннис
Деннис Марвин Козловски (род. 16 августа 1959, Уотертаун, Южная Дакота) — бывший американский борец, принимал участие в соревнованиях по греко-римской борьбе на летних Олимпийских играх 1988 и 1992 годов, на которых завоевал бронзовую и серебряную медали соответственно.

## Биография
Козловски учился в Университете Миннесота Моррис, где занимался американским футболом. После окончания университета в 1982 году он начал заниматься хиропрактикой, а также увлёкся греко-римской борьбой, которой он прежде никогда не занимался. Он выиграл свой первый национальный титул по борьбе в 1983 году.
Козловски был первым американским греко-римским борцом, который выиграл две олимпийские медали: серебряную медаль в 1992 году в Барселоне, Испания, и бронзовую в 1988 году в Сеуле, Южная Корея, в весовой категории до 100 кг. Он был первым американским греко-римским борцом, олимпийская медаль которого не была омрачена бойкотом. Ещё на играх 1984 года Козловски был запасным борцом. В 1988 году в Сеуле Козловски вошёл в сборную США со своим братом-близнецом Дуэйном. После игр Деннис бросил борьбу, но в 1989—1990 годах продолжил карьеру как тренер сборной США по греко-римской борьбе. Полагая, что он сможет побить большинство своих подопечных, он возобновил карьеру и вошёл в сборную 1992 года. В 1992 году в Барселоне Козловски в первом матче побил чемпиона 1988 года поляка Анджея Вроньского, а в итоге дошёл до финала, где уступил кубинцу Эктору Милиану.
Козловски пять раз участвовал в чемпионате мира по греко-римской борьбе. В финале 1987 года он уступил советскому борцу Гураму Гедехаури; он был шестым в 1983 и 1985 году и занял седьмое место в 1986 и 1991 году. Он также семь раз выигрывал чемпионат США.
После Олимпиады 1992 года Козловски выступал в японском Бусидо. Его дебютный бой прошёл 20 декабря 1992 года против одного из лучших реслеров федерации, Нобухико Такады, американец проиграл. Козловски дважды боролся против своего соотечественника, Гарри Олбрайта, и оба боя проиграл. Лишь 18 июля 1993 года Козловски в паре со Стивом Дэем победил японский тандем Какихара — Сано. В следующем бою Козловски одержал первую индивидуальную победу в Бусидо, побив Юко Миято. В итоге у Козловски отрицательная статистика боёв в Бусидо: 3 победы и 5 поражений.
В 1990 году Козловски открыл свою клинику хиропрактики, которая с 2007 года работала с командой «Миннесота Вайкингс».